# Представление фазового пространства
В представлении фазового пространства квантовая механика трактует единообразно как координаты, так и импульсы частиц, которые образуют фазовое пространство, в отличие от трактовки Шредингера, где используется координатное или импульсное представления (см. координатное и импульсное пространства). Два ключевых элемента физической картины в представлении фазового пространства состоят в следующем: квантовое состояние описывается квазивероятностным распределением (вместо волновой функции, векторами состояний или матрицей плотности), и оператор умножения заменяется звёздочным произведением.
Теория была полностью разработана Хилбрандом Груневолдом в 1946 году в своей кандидатской диссертации и независимо Джо Моялем. Каждая из этих работ базировались на более ранних идеях, сформулированных Германом Вейлем и Юджином Вигнером.
Главное преимущество квантовой механики в представлении фазового пространства заключается в том, что оно делает квантовую механику аналогичной гамильтоновой механике, избегая формализма операторов, тем самым «освобождая» квантование от «бремени» Гильбертова пространства. Эта формулировка носит статистический характер и предлагает логические связи между квантовой механикой и классической статистической механикой, что позволяет естественное сравнение между ними в так называемом классическом пределе, то есть при {\displaystyle \hbar \rightarrow 0}. Квантовая механика в фазовом пространстве часто выступает в определённых приложениях квантовой оптики (см. оптическое фазовое пространство), при изучении декогеренции и целом ряде специальных технических проблем, хотя этот формализм редко используется на практике.
Концептуальные идеи, лежащие в основе развития квантовой механики в фазовом пространстве, воплотились в математических ответвлениях, таких как алгебраическая теория деформирования (см. формула квантования Концевича) и некоммутативная геометрия.

## Распределение в фазовом пространстве
Распределение в фазовое пространстве f(x,p), которое описывает квантовое состояние это квазивероятностное распределение. В представлении фазового пространства, распределение можно рассматривать как основополагающее, примитивное описание квантовой системы, без каких-либо ссылок на волновые функции или матрицы плотности.
Существует несколько различных способов представления распределений, но все они взаимосвязаны. Наиболее примечательным является представление Вигнера, W(x,p), обнаруженое первым. Другие представления (приблизительно в порядке убывания распространённости в литературе) включают P представление Глаубера — Сударшана, Q представление Хусими, представление Кирквуда — Рихачека, представление Мехты, представление Ривьера и представление Борна — Иордана. Эти альтернативы наиболее полезны, когда гамильтониан принимает особую форму, например при нормальном порядке для операторов в P представления Глаубера — Сударшана. Поскольку представление Вигнера является самым распространенным в литературе, то в этой статье, как правило, рассматривается оно, если не указано иное.
Распределение в фазовом пространстве обладает свойствами подобными плотности вероятности в 2n-мерном фазовом пространстве. Например, оно является вещественнозначным, в отличие от комплекснозначной волновой функции. Мы можем понимать вероятность, нахождения внутри координатного интервала. Например, путем интегрирования функция Вигнера по всем импульсам и по координатам в интервале [a,b] получим:
{\displaystyle \operatorname {P} [a\leq X\leq b]=\int _{a}^{b}\int _{-\infty }^{\infty }W(x,p)\,dp\,dx.}
Если Â(x,p) — оператор, представляющий наблюдаемую величину, то ему можно сопоставить в фазовом пространстве, величину A(x, p) через преобразование Вигнера. Наоборот, этот оператор можно восстановить через преобразование Вейля.
Среднее значение наблюдаемой по отношению к распределению в фазовом пространстве задаётся выражением
{\displaystyle \langle {\hat {A}}\rangle =\int A(x,p)W(x,p)\,dp\,dx.}
Однако, несмотря на внешнее сходство, W(x,p) не обладает всеми свойствами подлинного совместного распределения вероятностей, потому что области под ним не являются взаимно исключающими, как требуется в четвёртой аксиоме теории вероятности (аксиома аддитивности). Кроме того, оно может, в общем случае, принимать отрицательные значения даже для чистых состояний, за уникальным исключением сжатых когерентных состояний и, соответственно, нарушать вторую аксиому Колмогорова.
Области с такими отрицательными значениями «малы»: они не могут распространяться на компактные области больше, чем несколько ħ, и, следовательно, исчезают в классическом пределе. Они защищены неопределенностью Гейзенберга, которая не позволяет точно локализовать частицу в пределах области фазового пространства меньше, чем ħ, и, таким образом, делает такие «отрицательные вероятности» менее парадоксальными. Если левую часть уравнения можно интерпретировать как среднее значение в гильбертовом пространстве по отношению к оператору, то в контексте квантовой оптики это уравнение известно как оптическая теорема эквивалентности. (Подробнее о свойствах и интерпретации функции Вигнера, смотрите главную статью.)
Альтернативный подход к квантовой механике в фазовом пространстве стремится определить волновую функцию (не только квазивероятностной плотности) на фазовом пространстве, обычно с помощью преобразования Сегала — Бергмана. Для совместимости с принципом неопределенности, волновая функция в фазовом пространстве не может быть произвольной функцией, иначе частицу можно было бы локализовать в сколь угодно малой области фазового пространства. Скорее, преобразование Сегала — Бергмана является голоморфной функцией от x+ip. Существует квазивероятностная плотность, связанная с волновой функцией в фазовом пространстве; это Q представление Хусими волновой функции в координатном представлении.

## Звёздочное произведение
Фундаментальный некоммутативный бинарный оператор в фазовом пространстве, который заменяет стандартный оператор умножения — это звёздочное произведение, обозначаемое символом ★. Каждое представление распределения в фазовом пространстве имеет различные звёздочные произведения. Для конкретности, здесь рассматривается звёздочное произведение, соответствующее представлению Вигнера — Вейля.

Для удобства вводятся обозначения для правой и левой производных. Для пары функций f и g левая и правая производные определяются как
{\displaystyle f{\overleftarrow {\partial }}_{x}g={\frac {\partial f}{\partial x}}\cdot g}
{\displaystyle f{\overrightarrow {\partial }}_{x}g=f\cdot {\frac {\partial g}{\partial x}}.}
Дифференциальное определение звёздочного произведения
{\displaystyle f\star g=f\,\exp {\left({\tfrac {i\hbar }{2}}({\overleftarrow {\partial }}_{x}{\overrightarrow {\partial }}_{p}-{\overleftarrow {\partial }}_{p}{\overrightarrow {\partial }}_{x})\right)}\,g,}
где аргумент экспоненциальной функции представляется в виде степенного ряда. Введённые дифференциальные соотношения позволяют записать это выражение в виде разницы в аргументах f и g:
{\displaystyle {\begin{aligned}(f\star g)(x,p)&=f\left(x+{\tfrac {i\hbar }{2}}{\overrightarrow {\partial }}_{p},p-{\tfrac {i\hbar }{2}}{\overrightarrow {\partial }}_{x}\right)\cdot g(x,p)\\&=f(x,p)\cdot g\left(x-{\tfrac {i\hbar }{2}}{\overleftarrow {\partial }}_{p},p+{\tfrac {i\hbar }{2}}{\overleftarrow {\partial }}_{x}\right)\\&=f\left(x+{\tfrac {i\hbar }{2}}{\overrightarrow {\partial }}_{p},p\right)\cdot g\left(x-{\tfrac {i\hbar }{2}}{\overleftarrow {\partial }}_{p},p\right)\\&=f\left(x,p-{\tfrac {i\hbar }{2}}{\overrightarrow {\partial }}_{x}\right)\cdot g\left(x,p+{\tfrac {i\hbar }{2}}{\overleftarrow {\partial }}_{x}\right).\end{aligned}}}
Также возможно переписать ★-произведение как конволюцию, через преобразование Фурье:
{\displaystyle (f\star g)(x,p)={\frac {1}{\pi ^{2}\hbar ^{2}}}\,\int f(x+x',p+p')\,g(x+x'',p+p'')\,\exp {\left({\tfrac {2i}{\hbar }}(x'p''-x''p')\right)}\,dx'dp'dx''dp''~.}
Таким образом, например, гауссианы преобразуются через гиперболическую функцию
{\displaystyle \exp \left(-{a}(x^{2}+p^{2})\right)~\star ~\exp \left(-{b}(x^{2}+p^{2})\right)={1 \over 1+\hbar ^{2}ab}\exp \left(-{a+b \over 1+\hbar ^{2}ab}(x^{2}+p^{2})\right),}
или
{\displaystyle \delta (x)~\star ~\delta (p)={2 \over h}\exp \left(2i{xp \over \hbar }\right),}
и т. д..
Собственные состояния гамильтониана для распределений известны как «звёздочные состояния», ★-состояния или ★-собственные функции, а соответствующие им собственные значения известны как звёздочные собственные значения или ★-собственные значения. Эти решения находятся аналогично как для стационарного уравнения Шрёдингера, используя уравнения для ★-собственных значений,
{\displaystyle H\star W=E\cdot W,}
где H — гамильтониан, простая функция в фазовом пространстве обычно аналогичная классическому гамильтониану.

## Эволюция во времени
Эволюция во времени распределения в фазовом пространстве задаётся квантовой модификацией лиувиллевского потока. Эта формула является результатом применения преобразования Вигнера к версии квантового уравнения Лиувилля для матрицы плотности или уравнением фон Неймана.
В любом представлении распределения в фазовом пространстве со своим ассоциированным звёздочным произведением эволюция во времени определяется уравнением
{\displaystyle {\frac {\partial f}{\partial t}}=-{\frac {1}{i\hbar }}\left(f\star H-H\star f\right),}
или для функции Вигнера в частности
{\displaystyle {\frac {\partial W}{\partial t}}=-\{\{W,H\}\}=-{\frac {2}{\hbar }}W\sin \left({{\frac {\hbar }{2}}({\overset {\leftarrow }{\partial _{x}}}{\overset {\rightarrow }{\partial _{p}}}-{\overset {\leftarrow }{\partial _{p}}}{\overset {\rightarrow }{\partial _{x}}})}\right)\ H=-\{W,H\}+O(\hbar ^{2}),}
где {{ , }} — скобки Мояля, преобразование Вигнера квантового коммутатора, а { , } — классические скобки Пуассона.
Это чёткий пример принципа соответствия: это уравнение явно сводится к классическому уравнению Лиувилля в пределе ħ → 0. Однако в квантовом потоке, плотность точек в фазовом пространстве не сохраняется, и вероятностная жидкость становится «диффузионной» и "сжимаемой".
Таким образом, концепция траектории квантовой частицы не определяется точно. Учитывая ограничения, установленные принципом неопределенности в отношении локализации, Нильс Бор отрицал физическое существование таких траекторий в микроскопическом масштабе. С помощью формальных траекторий в фазовом пространстве, временное уравнение для функции Вигнера можно строго решить с помощью метода интегралов по траекториям и метода квантовых характеристик, хотя есть неустранимые практические препятствия в обоих случаях. См. фильм для потенциала Морзе, ниже, чтобы оценить быстрое распространение потенциальных траекторий.

## Примеры

### Простой гармонический осциллятор
Гамильтониан для простого гармонического осциллятора в одномерном случае в представлении Вигнера — Вейля равен
{\displaystyle H={\frac {1}{2}}m\omega ^{2}x^{2}+{\frac {p^{2}}{2m}}.}
Уравнение на ★-собственные значений для статической функции Вигнера имеет вид
{\displaystyle {\begin{aligned}H\star W&=\left({\frac {1}{2}}m\omega ^{2}x^{2}+{\frac {p^{2}}{2m}}\right)\star W\\&=\left({\frac {1}{2}}m\omega ^{2}\left(x+{\frac {i\hbar }{2}}{\stackrel {\rightarrow }{\partial }}_{p}\right)^{2}+{\frac {1}{2m}}\left(p-{\frac {i\hbar }{2}}{\stackrel {\rightarrow }{\partial }}_{x}\right)^{2}\right)~W\\&=\left({\frac {1}{2}}m\omega ^{2}\left(x^{2}-{\frac {\hbar ^{2}}{4}}{\stackrel {\rightarrow }{\partial }}_{p}^{2}\right)+{\frac {1}{2m}}\left(p^{2}-{\frac {\hbar ^{2}}{4}}{\stackrel {\rightarrow }{\partial }}_{x}^{2}\right)\right)~W\\&\,\,\,\,\,+{\frac {i\hbar }{2}}\left(m\omega ^{2}x{\stackrel {\rightarrow }{\partial }}_{p}-{\frac {p}{m}}{\stackrel {\rightarrow }{\partial }}_{x}\right)~W\\&=E\cdot W.\end{aligned}}}

Рассмотрим сначала мнимую часть уравнения на ★-собственные значения.
{\displaystyle {\frac {\hbar }{2}}\left(m\omega ^{2}x{\overrightarrow {\partial }}_{p}-{\frac {p}{m}}{\overrightarrow {\partial }}_{x}\right)\cdot W=0}
Это означает, что можно записать ★-собственные значения как функцию одного аргумента,
{\displaystyle W(x,p)=F\left({\frac {1}{2}}m\omega ^{2}x^{2}+{\frac {p^{2}}{2m}}\right)\equiv F(u).}
С этой заменой переменных, можно записать действительную часть уравнения на ★-собственные значения в форме модифицированного уравнения Лагерра (не Эрмита), решения которого включают в себя полиномы Лагерра в виде
{\displaystyle F_{n}(u)={\frac {(-1)^{n}}{\pi \hbar }}L_{n}\left(4{\frac {u}{\hbar \omega }}\right)e^{-2u/\hbar \omega }~,}
введенные Груневолдом в его статье, которые соответствуют ★-собственным значениям
{\displaystyle E_{n}=\hbar \omega \left(n+{\frac {1}{2}}\right)~.}
Для гармонического осциллятора эволюция во времени произвольного распределения Вигнера тривиальна. Начальная функция W(x,p; t=0) =  F(u) развивается во времени с помощью приведенного выше уравнения для гамильтониана осциллятора — она просто жёстко вращается в фазовом пространстве,
{\displaystyle W(x,p;t)=W(m\omega x\cos \omega t-p\sin \omega t,~p\cos \omega t+\omega mx\sin \omega t;0)~.}
Как правило, «холм» (или когерентное состояние) энергии E ≫ ħω может представлять макроскопическую величину и выглядит как классический объект, равномерно вращающийся в фазовом пространстве и напоминает простой механический осциллятор (см. Анимированные фигуры). Интегрируя по всем фазам (начальные позиции при t = 0) таких объектов, непрерывный «палисад», дает не зависящую от времени конфигурацию, аналогичную приведенным выше статическим ★-состояниям F(u) и интуитивную визуализацию классического предела для систем с большим действием.

### Угловой момент свободной частицы
Предположим, что частица первоначально находится в минимально неопределенном гауссовском состоянии, причем ожидаемые значения положения и импульса центрированы в начале координат в фазовом пространстве. Функция Вигнера для такого свободно распространяющегося состояния,
{\displaystyle W(\mathbf {x} ,\mathbf {p} ;t)={\frac {1}{(\pi \hbar )^{3}}}\exp {\left(-\alpha ^{2}r^{2}-{\frac {p^{2}}{\alpha ^{2}\hbar ^{2}}}\left(1+\left({\frac {t}{\tau }}\right)^{2}\right)+{\frac {2t}{\hbar \tau }}\mathbf {x} \cdot \mathbf {p} \right)}~,}
где α — параметр, описывающий начальную ширину гауссиана и τ = m/α2ħ.
Первоначальное положение и импульсы некоррелированы. Таким образом, в трех измерениях мы ожидаем, что векторы положения и импульса будут в два раза более вероятно расположены перпендикулярно друг другу, чем параллельно.
Однако положение и импульс становятся все более коррелированными по мере того, как состояние эволюционирует во времени, поскольку части распределения дальше от центра соответствуют большему импульсу: асимптотически
{\displaystyle W\longrightarrow {\frac {1}{(\pi \hbar )^{3}}}\exp \left[-\alpha ^{2}\left(\mathbf {x} -{\frac {\mathbf {p} t}{m}}\right)^{2}\right]\,.}
Это относительное «сжатие» отражает распространение пакета свободной волны в координатном пространстве.
Действительно, можно показать, что кинетическая энергия частицы становится асимптотически радиальной только в согласии со стандартным квантовомеханическим представлением о ненулевом угловом моменте основного состояния, определяющем независимость от направления:
{\displaystyle K_{rad}={\frac {\alpha ^{2}\hbar ^{2}}{2m}}\left({\frac {3}{2}}-{\frac {1}{1+(t/\tau )^{2}}}\right)}
{\displaystyle K_{ang}={\frac {\alpha ^{2}\hbar ^{2}}{2m}}{\frac {1}{1+(t/\tau )^{2}}}~.}

### Потенциал Морзе
Потенциал Морзе используется для аппроксимации колебательной структуры двухатомной молекулы.

### Квантовое туннелирование
Туннелирование — это ключевой квантовый эффект, когда квантовая частица, не обладающая достаточной энергией для пролёта выше барьера, все же проходит через него. Этот эффект не существует в классической механике.